# Чомескаль
Чомескаль (перс. چمثقال) — село в Ірані, у дегестані Касма, в Центральному бахші, шагрестані Совмее-Сара остану Ґілян. За даними перепису 2006 року, його населення становило 539 осіб, що проживали у складі 162 сімей.

## Клімат
Середня річна температура становить 14,05°C, середня максимальна – 28,08°C, а середня мінімальна – -1,21°C. Середня річна кількість опадів – 940 мм.
| Клімат поселення                              | Клімат поселення | Клімат поселення | Клімат поселення | Клімат поселення | Клімат поселення | Клімат поселення | Клімат поселення | Клімат поселення | Клімат поселення | Клімат поселення | Клімат поселення | Клімат поселення | Клімат поселення |
| Показник                                      | Січ.             | Лют.             | Бер.             | Квіт.            | Трав.            | Черв.            | Лип.             | Серп.            | Вер.             | Жовт.            | Лист.            | Груд.            |                  |
| Середній максимум, °C                         | 8,25             | 8,77             | 11,77            | 17,59            | 21,93            | 25,21            | 28,08            | 27,76            | 24,15            | 21,00            | 16,32            | 11,81            |                  |
| Середня температура, °C                       | 3,52             | 4,02             | 7,04             | 12,87            | 17,20            | 20,48            | 23,80            | 23,47            | 19,88            | 16,70            | 12,03            | 7,52             |                  |
| Середній мінімум, °C                          | −1,21            | −0,71            | 2,31             | 8,14             | 12,47            | 15,75            | 19,52            | 19,19            | 15,58            | 12,43            | 7,75             | 3,24             |                  |
| Норма опадів, мм                              | 98               | 76               | 75               | 51               | 41               | 26               | 18               | 45               | 97               | 151              | 129              | 133              |                  |
| Середньомісячна швидкість вітру, м/с          | 2.21             | 2.40             | 2.40             | 2.30             | 2.30             | 2.60             | 2.52             | 2.40             | 2.15             | 2.10             | 2.04             | 2.00             |                  |
| Середньомісячна сонячна радіація, кДж/м²·день | 6780             | 9005             | 11076            | 15798            | 20071            | 22695            | 23561            | 19823            | 16214            | 10956            | 8502             | 6538             |                  |
| --------------------------------------------- | ---------------- | ---------------- | ---------------- | ---------------- | ---------------- | ---------------- | ---------------- | ---------------- | ---------------- | ---------------- | ---------------- | ---------------- | ---------------- |
| Джерело:                                      |                  |                  |                  |                  |                  |                  |                  |                  |                  |                  |                  |                  |                  |